# Macrojoppa inclyta
Macrojoppa inclyta är en stekelart som först beskrevs av Cresson 1868.  Macrojoppa inclyta ingår i släktet Macrojoppa och familjen brokparasitsteklar. Inga underarter finns listade i Catalogue of Life.